# Compromiso por Baja California
Compromiso por Baja California fue una coalición de partidos políticos que aprobó el Instituto Electoral y de Participación Ciudadana del Estado de Baja California, para su participación en el proceso electoral local de 2013. Esta alianza fue la versión estatal de Compromiso por México, encabezado por Enrique Peña Nieto. Esta coalición, se integraba de los siguientes partidos políticos:
- Partido Revolucionario Institucional
- Partido Verde Ecologista de México
- Partido Encuentro Social
- Partido del Trabajo

Obtuvo 11 curules en el Congreso del Estado y las presidencias municipales de Tijuana, Ensenada y Tecate.

## Candidatos a la gubernatura de Baja California por la coalición
| Año  | Resultado | Candidato              | Votación | %  | Lugar |
| ---- | --------- | ---------------------- | -------- | -- | ----- |
| 2013 | Pierde    | Fernando Castro Trenti | 417,909  | 44 | 2.º   |

## Ayuntamientos obtenidos por la coalición
| Ayuntamiento | Partido | Candidato Electo                  |
| ------------ | ------- | --------------------------------- |
| Ensenada     |         | Gilberto Hirata Chico             |
| Tecate       |         | César Moreno González de Castilla |
| Tijuana      |         | Jorge Astiazarán Orcí             |

## Diputaciones obtenidas por la coalición

### Por elección popular
| Dtto. | Municipio | Partido | Candidato Electo                   |
| ----- | --------- | ------- | ---------------------------------- |
| VI    | Mexicali  |         | María del Carmen Frías             |
| VII   | Tecate    |         | Nereyda Fuentes González           |
| VIII  | Tijuana   |         | Fausto Gallardo García             |
| IX    | Tijuana   |         | Miriam Josefina Ayón Castro        |
| XIV   | Ensenada  |         | Armando Reyes Ledesma              |
| XV    | Ensenada  |         | Marco Antonio Novelo Osuna         |
| XVI   | Tijuana   |         | Rodolfo Olimpo Hernández Bojórquez |

### Por representación proporcional
| Partido | Nombre                       |
| ------- | ---------------------------- |
|         | René Adrián Mendívil Acosta  |
|         | Julio César Vázquez Castillo |
|         | David Ruvalcaba              |
|         | Laura Luisa Torres Ramírez   |